# Р-1
Р-1 (Індекс ГРАУ — 8А11, Кодова назва НАТО — SS-1 «Scunner»)  — перша радянська балістична ракета, створена під керівництвом головного конструктора Сергія Павловича Корольова. Була дещо вдосконаленою версією німецької ракети A4 конструкції Вернера фон Брауна, більше відомої як Фау-2.
Виробник — НДІ-88, пізніше — дніпропетровський завод № 586.
Перебувала на озброєнні у 1950—1952 р.р.
Як і німецький прототип, Р-1 була дуже недосконалою зброєю. До її недоліків належали невисока точність та низька загальна надійність системи (при високій вартості виготовлення та експлуатації). До того ж конструкція з невіддільною бойовою частиною часто руйнувалась при входженні у щільні шари атмосфери, взагалі не долітаючи до цілі. Усе це спричиняло скептичне ставлення частини військового командування до нового виду озброєння. Заступник С. П. Корольова академік Б. О. Черток у своїх мемуарах  наводить висловлювання одного з генералів під час бенкету з нагоди завершення льотних випробувань:

| «Що ви робите? Заливаєте у ракету понад чотири тони спирту. Та якщо дати моїй дивізії цей спирт, вона будь-яке місто візьме з ходу. А ракета ваша у це місто навіть не влучить! Кому ж це потрібно?» |.
Справжньою метою створення і виробництва Р-1 було становлення нової перспективної галузі — ракетобудування — і створення нового виду збройних сил — ракетних військ.
З виробництва Р-1 почалась ракетобудівна діяльність майбутнього Південного машинобудівного заводу. Модифікації Р-1А, Р-1Б тощо стали також першими у Радянському Союзі ракетами, на які було встановлено наукову апаратуру для дослідження верхніх шарів атмосфери, започаткувавши, таким чином, виробництво метеорологічних та геофізичних ракет.
Модернізація Р-1 дала змогу створити ракету Р-2 з удвічі збільшеною дальністю і відокремлюваною боєголовкою.
Для ракети була створена мобільна пускова установка на основі трофейних німецьких установок Meillerwagen.

## Цікавинки
У своїй книзі "Корольов: факти і міфи" журналіст Я.Голованов згадує випадок, коли миші, рятуючись навесні з затоплених полів, знайшли притулок у сховищі ракет Р-1 і погризли ізоляцію ракетних електросистем, вивівши з ладу арсенал цілої ракетної частини. Після цього у конструкторську документацію було включено вимогу про неприпустимість застосування для електроізоляції їстівних матеріалів.